# Юссеф Аїт Беннассер
Юссеф Аїт Беннассер (фр. Youssef Aït Bennasser, араб. يوسف آيت بن ناصر; нар. 7 липня 1996, Туль, Франція) — марокканський футболіст, півзахисник турецького «Самсунспора».

## Клубна кар'єра
Народився 7 липня 1996 року в місті Туль. Вихованець футбольної школи клубу «Нансі». З 2013 року виступав за дублюючу комагду. 3 серпня 2015 року в матчі проти «Тура» він дебютував за першу команду у Лізі 2. За підсумками сезону Беннассер допоміг команді вийти в еліту. 
Влітку 2016 року він перейшов в «Монако». Сума трансферу склала 3 млн євро. Після цього Юссеф був відразу відданий в оренду в назад в «Нансі». 14 серпня в матчі проти «Ліона» він дебютував у Лізі 1. 10 вересня в поєдинку проти «Лор'яна» Мта Беннассер забив свій перший гол на вищому рівні. Загалом за сезон 2016/17 він зіграв 26 матчів і забив 3 голи у Лізі 1, втім його рідна команда зайняла передостаннє 19 місце і вилетіла назад до Ліги 2.
Влітку 2017 року Юссеф також на правах оренди перейшов в «Кан», де провів наступний сезон, провівши 27 матчів в національному чемпіонаті.
Влітку 2018 року повернувся до клубу «Монако». Він зміг закріпитися в основному складі, зігравши 18 матчів у всіх змаганнях, зокрема, дебютувавши в Лізі чемпіонів. Однак прихід в зимове трансферне вікно досвідчених Сеска Фабрегаса та Вільяма Венкера поставив під сумнів перспективи Аїт Беннассера в команді, і він погодився на оренду. На півроку він приєднався до «Сент-Етьєна», який шукав заміну Ассану Діуссе.
У серпні 2019 «Монако» знову віддало марокканця в оренду на сезон, цього разу до «Бордо».

## Виступи за збірні
2012 року дебютував у складі юнацької збірної Марокко, взяв участь у 3 іграх на юнацькому рівні.
31 серпня 2016 року в товариському матчі проти збірної Албанії Беннассер дебютував за збірну Марокко.
У складі збірної був учасником Кубка африканських націй 2017 року у Габоні, наступного року поїхав і на чемпіонат світу 2018 року у Росії (де, щоправда, на поле не вийшов), а 2019 року взяв участь у Кубка африканських націй-2019 в Єгипті. 
| Дата       | Місто          | Господарі      | Результат | Гості               | Турнір                                   | Голи | Примітки |
| ---------- | -------------- | -------------- | --------- | ------------------- | ---------------------------------------- | ---- | -------- |
| 31-8-2016  | Шкодер (місто) | Албанія        | 0 – 0     | Марокко             | товариський матч                         | -    | 72'      |
| 4-9-2016   | Рабат          | Марокко        | 2 – 0     | Сан-Томе і Принсіпі | Відбір до Кубка африканських націй 2017  | -    |          |
| 8-10-2016  | Франсвіль      | Габон          | 0 – 0     | Марокко             | Відбір до ЧС 2018                        | -    | 87'      |
| 11-10-2016 | Марракеш       | Марокко        | 4 – 0     | Канада              | товариський матч                         | -    |          |
| 15-11-2016 | Марракеш       | Марокко        | 2 – 1     | Того                | товариський матч                         | -    |          |
| 9-1-2017   | Аль-Айн        | Марокко        | 0 – 1     | Фінляндія           | товариський матч                         | -    | 46'      |
| 20-1-2017  | Оєм            | Марокко        | 3 – 1     | Того                | Кубок африканських націй 2017 - 1-й етап | -    | 81'      |
| 31-5-2017  | Марракеш       | Марокко        | 1 – 2     | Нідерланди          | товариський матч                         | -    | 64'      |
| 10-6-2017  | Яунде          | Камерун        | 1 – 0     | Марокко             | Відбір до Кубка африканських націй 2019  | -    | 70'      |
| 5-9-2017   | Бамако         | Малі           | 0 – 0     | Марокко             | Відбір до ЧС 2018                        | -    | 65'      |
| 10-10-2017 | Біль (місто)   | Південна Корея | 1 – 3     | Марокко             | товариський матч                         | -    | 46'      |
| 31-5-2018  | Женева         | Марокко        | 0 – 0     | Україна             | товариський матч                         | -    | 72'      |
| 4-6-2018   | Женева         | Словаччина     | 1 – 2     | Марокко             | товариський матч                         | -    | 83'      |
| 9-6-2018   | Таллінн        | Естонія        | 1 – 3     | Марокко             | товариський матч                         | -    | 63'      |
| 8-9-2018   | Касабланка     | Марокко        | 3 – 0     | Малаві              | Відбір до Кубка африканських націй 2019  | -    | 84'      |
| 16-11-2018 | Касабланка     | Марокко        | 2 – 0     | Камерун             | Відбір до Кубка африканських націй 2019  | -    | 90'      |
| 20-11-2018 | Радес          | Туніс          | 0 – 1     | Марокко             | товариський матч                         | -    |          |
| 22-3-2019  | Блантайр       | Малаві         | 0 – 0     | Марокко             | Відбір до Кубка африканських націй 2019  | -    |          |
| 26-3-2019  | Танжер         | Марокко        | 0 – 1     | Аргентина           | товариський матч                         | -    | 61'      |
| 12-6-2019  | Марракеш       | Марокко        | 0 – 1     | Гамбія              | товариський матч                         | -    | 46'      |
| 16-6-2019  | Марракеш       | Марокко        | 2 – 3     | Замбія              | товариський матч                         | -    | 46'      |
| 23-6-2019  | Каїр           | Марокко        | 1 – 0     | Намібія             | Кубок африканських націй 2019 - 1-й етап | -    | 70'      |
| 1-7-2019   | Каїр           | ПАР            | 0 – 1     | Марокко             | Кубок африканських націй 2019 - 1-й етап | -    | 55'      |
| 6-9-2019   | Марракеш       | Марокко        | 1 – 1     | Буркіна-Фасо        | товариський матч                         | -    | 80'      |
| Усього     |                | Матчів         | 24        |                     | Голів                                    | 0    |          |